# International Press Institute
El Instituto Internacional de la Prensa, también conocido por sus siglas en el inglés como el (IPI) es una asociación mundial de periodistas, en su mayoría directores y directivos de los medios, de 120 países. Fundada en 1950, su sede actual está en Viena. Entre sus cometidos está la monitorización de la libertad de prensa y el fomento de medios de comunicación libres e independientes.
Sus publicaciones incluyen un informe anual, la IPI World Press Freedom Review, que recoge, entre otros datos, el número de periodistas asesinados en todo el mundo.
Asimismo, entre sus iniciatives está la creación, en 2003, conjuntamente con la International Organization of Journalists (IOJ), del International News Safety Institute (INSI), dedicado a concienciar sobre los riesgos a los que afrontan los periodistas que trabajan en entornos conflictivos.

## Historia
Entre sus fundadores, se encontraba el director de The New York Times Magazine y futuro premio Pulitzer Lester Markel, un destacado defensor de la libertad de prensa. Gran parte de los fondos iniciales fueron proporcionados por la Rockefeller Foundation y, más adelante, la Ford Foundation.